# Ramón López Velarde

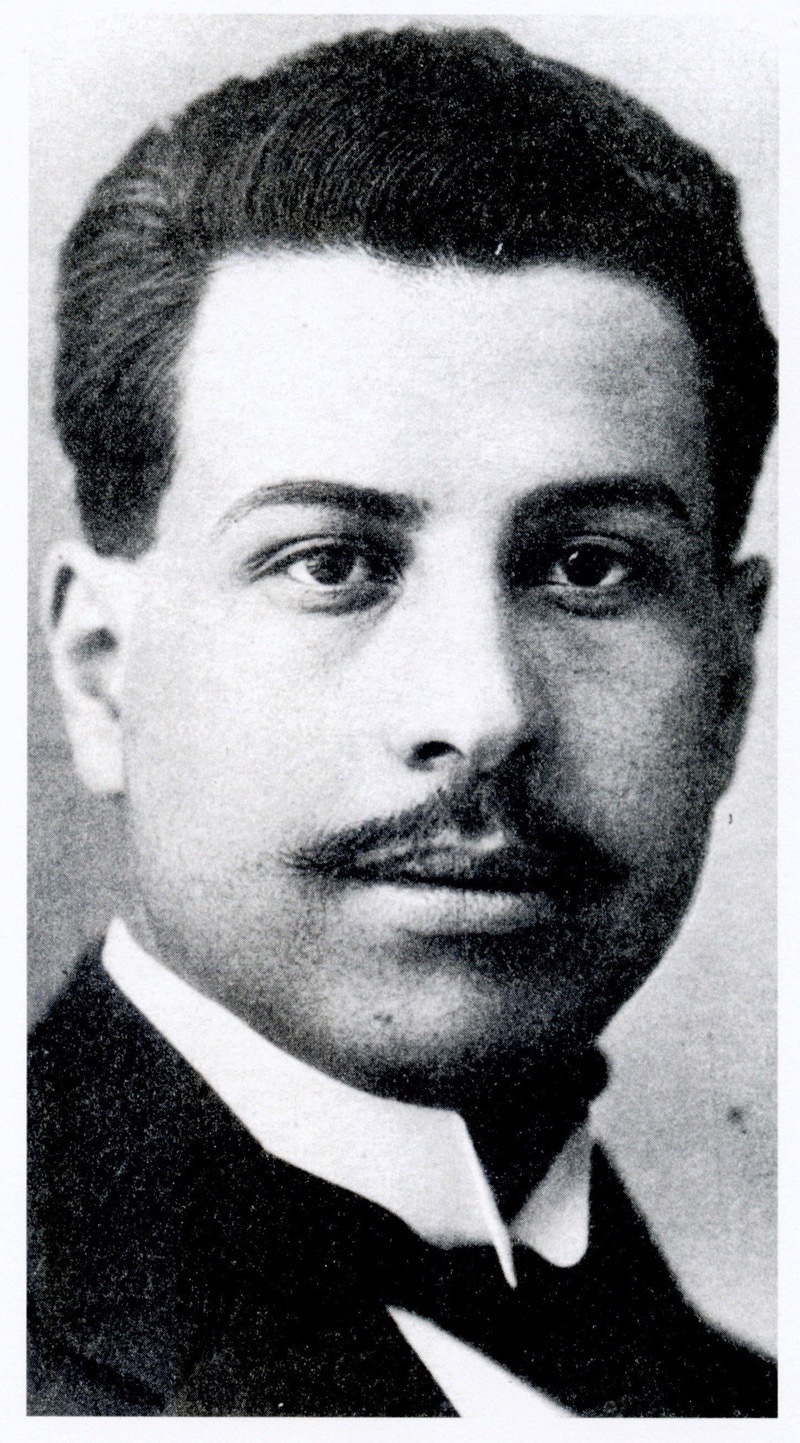
Ramón López Velarde

Ramón Modesto López Velarde Berumen (n. 15 iunie 1888 - d. 19 iunie 1921) a fost un poet mexican.
A scris o lirică modernistă, în accente noi, viața poporului mexican.
A fondat revista literară La Bohemia.

## Scrieri
- 1916: La sangre devota ("Sângele cucernic")
- 1921: La suave patria ("Țară suavă")
- 1932: El son de la corazón ("Sunetul inimii").